# Хроматография
Хроматография (на старогръцки: χρῶμα хрома „цвят“ и на старогръцки: γράφειν графеин „пиша, описвам“) е събирателен термин за набор от лабораторни техники за разделяне на смеси, въз основа на различни физико-химични характеристики на техните компоненти. Смесите се разтварят във флуид наречен „подвижна фаза“, която преминава през структура, носеща друг материал, наречен „неподвижна фаза“. Различните съставки на сместа се движат с различна скорост, като по този начин се разделят. Разделяне се осъществява на базата на диференциално разделяне на сместа между подвижната и неподвижната фаза. Фините разлики в коефициента на разпределение на компонентите на смесите води до разлики в задържането в неподвижната фаза и по този начин до отделяне.
Хроматографията може да бъде препаративна или аналитичнa. Целта на препаративната хроматография е да се разделят компонентите за по-нататъшно използване (и поради това е форма на пречистване). Аналитична хроматография се прави обикновено с по-малки количества материал и е за измерване на относителния дял на компонентите в анализираната смес. Двете не се изключват взаимно.

## История
Хроматографията била използвана за първи път от руския ботаник Михаил Цвет през 1900 г. Той продължил да работи върху откритата от него техника за разделяне през първата декада на 20 век, основно за разделяне на растителни пигменти като хлорофил, каротеноиди и ксантофили. Тъй като тези съединения имат различни цветове (съотв. зелен, оранжев и жълт), това дало и името на тази техника. Новите типове хроматография, разработени през 30-те и 40-те години на 20 век, направили хроматографията полезна за решаването на много задачи, свързани с разделяне на смеси.
Хроматографските техники били развити значително в резултат от работата на Арчър Джон Портър Мартин и Ричард Лорънс Милингтън Синж през 40-те и 50-те години на 20 век. Те установили принципите и основните техники на разпределителната хроматография, а тяхната работа подпомогнала бързото развитие на няколко хроматографски метода: хартиената хроматография, газовата хроматография, и това, което по-късно ще стане известно като високоефективна течна хроматография (ВЕТХ). Оттогава технологията се развива бързо. Учените установили, че основните принципи на колонната хроматография на Цвет могат да бъдат прилагани по много различни начини, в резултат на което се появили различните разновидности на хроматографията, описани по-долу. Новите открития и технологии непрекъснато водят до непрекъснато подобряване на обсега и ефективността на хроматографските техники, като успешно се разделят съединения с все по-близка структура.

## Хроматографски термини
- Аналит е съединението, което се разделя при хроматографския процес. В аналитичната хроматография аналити са веществата, които биват анализирани.
- Аналитична хроматография – използва се за качествено и/или количествено определяне на аналитите в дадена проба.
- Свързана фаза – неподвижна фаза, която е ковалентно свързана към частичките на пълнежа или към вътрешните стени на колоната.
- Хроматограма се нарича визуалния запис, който генерира хроматографската апаратура. В случай на оптимално разделяне различните пикове на хроматограмата отговарят на различните съединения в разделената смес.

 
На абцисата се отчита времето на задържане, а на ординатата – интензитета на сигнала от детектора (получен например със спектрофотометър, масспектрометър или различни други детектори). В оптималния случай сигнала е правопропорционален на концентрацията на отделните разделени аналити.
- Хроматограф се нарича апаратурата, която се използва за по-сложните разделяния, например при газовата хроматография, високоефективната течна хроматография, йонната хроматография и др.
- Хроматография е физичен метод, при който компонентите на една смес биват разделени при разпределението им между две фази, едната от които е неподвижна (неподвижна фаза), а другата (подвижна фаза) се движи в определена посока.
- Елуат се нарича сместа от подвижна фаза и разтворени в нея вещества, която напуска колоната.
- Елуент е подвижната фаза, която се използва за извършване на разделянето.
- Елутропни редове/серии са серии от разтворители, подредени според тяхната сила на елуиране.
- Имобилизирана фаза е неподвижна фаза, която е имобилизирана към частиците на носителя, или към вътрешната стена на колоната.
- Подвижна фаза е фазата, която се движи в определена посока. Тя може да бъде течност (при течната хроматография, капилярната електрохроматография), газ (при газовата хроматография) или суперкритичен флуид (при суперкритичната флуидна хроматография). Подвижната фаза се състои от пробата, която бива анализирана, и разтворителя, който я придвижва през колоната. В някои случаи ВЕТХ подвижната фаза се състои от неполярен разтворител/и като хексан (в режим на права фаза) или полярни разтворители като вода, метанол и др. (в режим на обратна фаза).
- Препаративната хроматография се използва за изолиране и пречистване на необходимите количества вещества, с цел по-нататъшната им употреба (а не с цел анализ, както при аналитичната хроматография).
- Време на задържане се нарича времето, необходимо на едно съединение да премине през хроматографската система (от входа на колоната до детектора) при определени условия. Времето на задържане е характеристика на даденото съединение при използваните хроматографски условия.
- Проба е материалът, който се анализира. Той може да е съставен от един компонент или да бъде смес от компоненти.
- Неподвижната фаза е фазата, която не се намира в движение по време на хроматографския процес. Неподвижната фаза в течната хроматография може да бъде твърда, свързана, течно покритие върху твърд носител или покрита по стените на колоната. Често пъти използваната неподвижна фаза характеризира типа течна хроматография. Например силикагела се използва в адсорбционната хроматография, а свързаната фаза октадецилсилан – в обратнофазовата хроматография и т.н.

## Видове хроматография

### По форма на неподвижната фаза
- Колонна хроматография

Колонната хроматография е техника за разделяне, при която неподвижната фаза е разположена в тръба (колона). Частиците на твърдата неподвижна фаза или тези на носителя, покрит с течна неподвижна фаза, изпълват целия обем на тръбата (напълнена колона) или могат да бъдат нанесени върху вътрешната стена на колоната, оставяйки по този начин свободен път за преминаване на подвижната фаза през средата на колоната. Разликите в скоростта на движение на аналитите през колоната се измерват с различните времена на задържане на компонентите на пробата. 
През 1978 г. Стил въвежда модифицирана версия на колонната хроматография, наречена флаш хроматография. Техниката е много подобна на традиционната колонна хроматография, но разтворителя се придвижва през колоната чрез прилагане на положително налягане. Това позволява повечето разделяния да се извършват за по-малко от 20 минути, при по-добри резултати в сравнение със стария метод. Съвременните флаш-хроматографски колони се продават под формата на предварително напълнени пластмасови патрони (картриджи). Системите за флаш-хроматография могат да бъдат свързани с различни детектори и фракционни колектори, които дават възможност за автоматизация. Прилагането на градиентни помпи води до по-бързи разделяния и използване на по-малки количества разтворител.
- Планарна хроматография
  - Хартиена хроматография
  - Тънкослойна хроматография

### По агрегатно състояние на фазите
- Газова хроматография
  - Газ-течна хроматография
  - Газ-твърдофазна хроматография
- Течна хроматография
  - Течност-течна хроматография
  - Течност-твърдофазна хроматография
  - Гел-течна хроматография

### По механизъм
- Разпределителна хроматография
- Йонообмена хроматография
- Адсорбциона хроматография
- Ексклюзиона хроматография
- Афинитетна хроматография
- Седиментационна хроматография
- Адсорбционно-комплексообразователна хроматография

### Според целите
- Аналитична хроматография
- Препаративна хроматография
- Промишлена хроматография